# Курт Кох
Курт Кох (нім. Kurt Koch; нар. 15 березня 1950, Емменбрюке, Люцерн, Швейцарія) —  швейцарський католицький священик, з 1 липня 2010 року голова Папської ради сприяння єдності християн, кардинал.

## Життєпис
Народився в Емменбрюке, в кантоні Люцерн. Вивчав богослов'я в університеті Людвіга Максиміліана в Мюнхені і в університеті Люцерна, здобув вищу освіту в 1975 році. Був висвячений 20 червня 1982 року .

## Папська Рада сприяння єдності християн
На думку деяких експертів єпископ Курт Кох вважався найбільш імовірним наступником кардинала Вальтера Каспера на посаді голови Папської Ради сприяння єдності християн. Про своє призначення єпископ Курт Кох оголосив 29 червня 2010 року в спеціальному листі, адресованому католицькій єпархії Базеля. До виконання своїх нових обов'язків він приступив 1 липня. У цей же самий час Курт Кох, був зведений в ранг архієпископа.

## Кардинал
20 жовтня 2010 року, під час генеральної аудієнції на площі Святого Петра Папа Римський Бенедикт XVI оголосив про призначення 24 нових кардиналів, серед них і Курт Кох. Згідно з традицією архієпископ Кох буде зведений в сан кардинала-диякона на цій консисторії.